# 魏蕴瑜
魏蕴瑜（1931年—），女，北京人，中华人民共和国政治人物，曾任山西省人大常委会副主任，第八届全国人大代表。

## 家庭
丈夫栾茀。